# Lithobates yavapaiensis
Lithobates yavapaiensis es una especie de anfibio anuro de la familia Ranidae.

## Distribución geográfica
Esta especie habita entre los 1000 y 1700 m de altitud:
- en los Estados Unidos en el sur de Arizona, suroeste de Nuevo México y sudeste de California;
- en México en el norte de Sonora y el noroeste de Chihuahua.[4]

## Etimología
Su nombre de especie, compuesto de yavapai y el sufijo en latín -ensis, significa "que vive en, que habita", y le fue dado en referencia a la ubicación de su descubrimiento, el condado de Yavapai, Arizona.

## Publicación original
- Platz & Frost, 1984 : Rana yavapaiensis, a new species of leopard frog (Rana pipiens complex). Copeia, vol. 1984, n.º 4, p. 940-948.[5]